# Крістофер Браунінг
Крістофер Роберт Браунінг (нар. 22 травня 1944) — американський історик, емерит історії Університету Північної Кароліни в Чапел-Гілл (UNC). Спеціаліст у галузі Голокосту, Браунінг відомий своєю роботою, яка документує остаточне розв'язання, поведінку тих, хто впроваджував нацистську політику, і використовує свідчення тих, хто вижив. Він є автором дев'яти книг, у тому числі «Звичайні люди» (1992) та «Походження остаточного розв'язанна» (2004).
Браунінг викладав у Тихоокеанському лютеранському університеті з 1974 по 1999 рік і згодом став заслуженим професором. У 1999 році він переїхав до Університету Нью-Йорка і прийняв призначення на посаду професора історії імені Френка Портера Грема, а в 2006 році він був обраний членом Американської академії мистецтв і наук. Післявиходу на пенсію з Університету Нью-Йорка у 2014 році він став запрошеним професором Університету Вашингтона в Сіетлі.
Браунінг виступав як свідок-експерт на кількох судових процесах, пов'язаних з Голокостом, включаючи другий процес над Ернстом Цюнделем (1988) та Ірвінг проти Penguin Books Ltd (2000).

## Молодість і освіта
Браунінг народився в Даремі, штат Північна Кароліна, виріс у Чикаго, де його батько був професором філософії в Північно-Західному університеті, а мати була медсестрою. Він отримав ступінь бакалавра історії в Оберлінському коледжі в 1967 році та ступінь магістра, також з історії, в Університеті Вісконсину-Медісон (UW) в 1968 році. Потім він рік викладав у Військовій академії Сент-Джона і два роки в коледжі Аллегейні. Він отримав ступінь доктора філософії в UW в 1975 році за дисертацію «Referat D III of Abteilung Deutschland and the Jewish Policy of German Foreign Office 1940—1943». Вона стала його першою книгою «The Final Solution and the German Foreign Office: A study of Referat D III of Abteilung Deutschland, 1940–43» (1978).
Браунінг одружився з Дженніфер Джейн Горн 19 вересня 1970 року, у них народилося двоє дітей: Кетрін Елізабет і Енн ДеСілві.

## Праці

### Звичайні люди
Браунінг найбільш відомий книгою 1992 року «Звичайні люди: резервний поліцейський батальйон 101 і остаточне розв'язання в Польщі», дослідженням німецького резервного підрозділу 101 Поліції порядку, який вчиняв масові вбивства та облави на євреїв для депортації до таборів смерті в окупованій Німеччиною Польщі в 1942 році. Висновок книги, частково зроблений під впливом відомих експериментів Мілґрема, популярних у 1970-х роках, полягав у тому, що люди з підрозділу 101 вбивали через покору владі та соціальний тиск.
Як показано в дослідженні, бійці підрозділу 101 не були затятими нацистами, натомість вони були звичайними чоловіками середнього віку з робітничого класу з Гамбурга, яких призвали в армію, але визнали непридатними до регулярної військової служби. Після повернення до окупованої Польщі в червні 1942 року їм було наказано тероризувати євреїв у гетто під час операції Рейнгард і здійснювати масові вбивства польських євреїв (чоловіків, жінок і дітей) у містах Юзефув і Ломази. В інших випадках їм наказували вбити певну кількість євреїв у місті чи районі, зазвичай їм допомагали «травники». Одного разу командир підрозділу дав своїм бійцям можливість відмовитися, якщо їм це здавалося надто важким, але так вчинили менш ніж 12 осіб з батальйону, який налічував 500 бійців. Браунінг наводить докази того, що не всі чоловіки були ненависними антисемітами. Він наводить свідчення чоловіків, які казали, що вони благали звільнити їх від цього завдання та перевести в інше місце. В одному випадку двоє батьків стверджували, що не можуть вбивати дітей, і тому попросили дати їм іншу роботу. Браунінг також розповідає про чоловіка, який вимагав звільнення, домігся його і отримав підвищення, коли повернувся до Німеччини.
Книга «Звичайні люди» здобула широке визнання, але була розкритикована Даніелем Ґольдхаґеном за відсутність, на його думку, конкретної німецької політичної культури, яка характеризується «елімінаційним антисемітизмом» як причиною нацистських геноцидів. У рецензії в The New Republic у липні 1992 року Ґольдхаґен назвав «Звичайних людей» книгою, яка не відповідає своїй центральній інтерпретації. Суперечлива книга Ґольдхаґена 1996 року «Добровільні кати Гітлера» була написана здебільшого, щоб спростувати Браунінга, але в підсумку її критикували набагато більше.

### Ірвінг проти Ліпштадта
Коли в 1996 році Девід Ірвінг подав до суду на Дебору Ліпштадт за наклеп, Браунінг був одним із головних свідків захисту. Інший історик, Роберт Ян ван Пелт, написав звіт про газові камери в концтаборі Аушвіц, а Браунінг написав звіт про докази знищення євреїв. Під час своїх свідчень і перехресного допиту Ірвінга Браунінг заперечив припущення Ірвінга про те, що остання глава Голокосту ще не написана (маючи на увазі, що є підстави сумніватися в його реальності), сказавши: «Ми все ще відкриваємо дещо про Римську імперію. В історії не існує останньої глави».
Браунінг заперечив аргумент Ірвінга про те, що відсутність письмового наказу фюрера Адольфа Гітлера здійснити геноцид європейських євреїв є доказом проти стандартної історії Голокосту. Браунінг стверджував, що такий наказ ніколи не був написаний, оскільки Гітлер висловлював свої бажання щодо євреїв своїм провідним підлеглим, що робить неактуальним питання про наявність письмового наказу. Браунінг засвідчив, що кілька експертів з нацистської Німеччини вважають, що не було письмового наказу фюрера про « остаточне розв'язання єврейського питання», але жоден історик не сумнівається в реальності нацистського геноциду. Браунінг зазначив, що в секретній промові Гітлера до своїх гауляйтерів 12 грудня 1941 року згадується про геноцид як «остаточне розв'язання».
Браунінг відкинув твердження Ірвінга про відсутність достовірної статистичної інформації про чисельність довоєнного єврейського населення в Європі або про процеси вбивств. Браунінг стверджував, що єдина причина, чому історики сперечаються про те, п'ять чи шість мільйонів євреїв було вбито під час Голокосту, полягає у відсутності доступу до архівів у пострадянських державах.

### Браунінгова інтерпретація Голокосту
Браунінг є «поміркованим функціоналістом» у дискусії про походження Голокосту і зосереджується на структурі та інституціях Третього рейху, а не на намірах і наказах Гітлера. Функціоналізм розглядає винищення євреїв як імпровізацію та радикалізацію полікратичного режиму. Браунінг стверджував, що остаточне рішення було результатом «кумулятивної радикалізації» (за висловом Ганса Моммзена) німецької держави, особливо коли вона зіткнулася з надуманою «проблемою» трьох мільйонів (переважно польських) євреїв, яких нацисти ув'язнили в гетто між 1939 і 1941 роками. Намір полягав у тому, щоб цих та інших євреїв, які проживали в Третьому Рейху, вислали на схід після того, як буде обрано місце призначення. Браунінг стверджував, що фраза «Остаточне розв'язання єврейського питання», яка вперше була вжита в 1939 році, до 1941 року означала «територіальне розв'язання». Військові події під час Другої світової війни та конфлікти всередині німецької бюрократії призвели до втрати можливості виселення, і до 1941 року члени бюрократії були готові підтримати масові вбивства євреїв.
Браунінг ділить чиновників Генеральної губернії окупованої Польщі на дві фракції. «Продукціоністи» віддавали перевагу використанню євреїв з гетто як джерела рабської праці для допомоги у воєнних діях. «Виснажувачі» виступали за те, щоб євреї голодували і вмирали від хвороб. У той же час точилася боротьба між Schutzstaffel (СС) і Гансом Франком, генерал-губернатором окупованої Польщі. СС підтримували «план Ніско/Люблін» щодо створення «єврейської резервації» в Любліні, в окупованій Польщі, куди мали бути виселені всі євреї Великої Німеччини, Польщі та колишньої Чехословаччини. Франк був проти «Люблінського плану» на тій підставі, що СС «скидали» євреїв на його територію. Франк і Герман Герінг бажали, щоб Генерал-губернаторство стало «житницею» Рейху, і виступали проти схем етнічних чисток Генріха Гіммлера та Артура Грайзера як економічно руйнівних.
Спроба врегулювати труднощі на конференції між Гіммлером, Герінгом, Франком і Грайзером у маєтку Герінга Карінгалл 12 лютого 1940 року була зірвана в травні, коли Гіммлер показав Гітлеру записку «Деякі думки про поводження з чужим населенням на Сході» 15 травня 1940 року, яку Гітлер назвав «хорошою і правильною». Меморандум Гіммлера, який закликав до вигнання всіх євреїв Європи, де панувала Німеччина, до Африки, зведення поляків до «робочого класу без лідера» і схвалення меморандуму Гітлером призвели, як зазначив Браунінг, до зміни німецької політики в окупованій Польщі відповідно до запропонованих Гіммлером напрямків. Браунінг назвав суперечку між Герінгом, Франком, Гіммлером і Ґрайзером чудовим прикладом того, як Гітлер заохочував своїх підлеглих до боротьби за владу, не приймаючи рішення щодо тієї чи іншої політики, але натякаючи на те, яку політику він хотів би бачити.

## Нагороди
- 1994: Національна єврейська книжкова премія за книгу «Звичайні люди: Резервний батальйон поліції 101 і остаточне розв'язання в Польщі»[25]
- 2004: Національна єврейська книжкова премія за книгу «Походження остаточного розв'язання: еволюція нацистської єврейської політики, вересень 1939 — березень 1942»[25]
- 2010: Національна єврейська книжкова премія за книгу «Пам'ятаючи про виживання. Усередині нацистського табору примусової праці»[25]
- 2011: Міжнародна книжкова премія Яд Вашем за дослідження Голокосту за «Пам'ятаючи про виживання».[26]

## Вибрані праці
- (1978). The Final Solution and the German Foreign Office: A study of Referat D III of Abteilung Deutschland, 1940–43. New York: Holmes & Meier. ISBN 978-0841904033
- (1981). «Zur Genesis der „Endlösung“ Eine Antwort an Martin Broszat» pages 96–104 from Vierteljahrshefte für Zeitgeschichte, Volume 29.
- (1985). Fateful Months: Essays on the Emergence of the Final Solution. New York: Holmes & Meier.
- (1992). Ordinary Men: Reserve Police Battalion 101 and the Final Solution in Poland. New York: HarperCollins.
- (1992). The Path to Genocide: Essays on launching the Final Solution. Cambridge: Cambridge University Press.
- (2000). Nazi policy, Jewish workers, German killers. Cambridge and New York: Cambridge University Press.
- (2003). Collected memories: Holocaust History and Postwar Testimony, Madison, Wis. and London: University of Wisconsin Press.
- (2004). The Origins of the Final Solution: The Evolution of Nazi Jewish Policy, September 1939 – March 1942 (with contributions by Jürgen Matthäus). Lincoln: University of Nebraska Press. ISBN 0-803-25979-4 OCLC 52838928
- (2007). Everyday Lasts a Year: A Jewish Family's Correspondence from Poland. Cambridge: Cambridge University Press.
- (2010). Remembering Survival: Inside a Nazi Slave-Labor Camp. New York: W.W. Norton & Co. ISBN 0-393-07019-0 OCLC 317919861. This book earned Browning the 2011 Yad Vashem International Book Prize for Holocaust Research.
- (2015), with Michael Marrus, Susannah Heschel and Milton Shain, eds. Holocaust Scholarship: Personal Trajectories and Professional Interpretations. Basingstoke and New York: Palgrave Macmillan. ISBN 978-1137514189
- (2018). «The Suffocation of Democracy». The New York Review of Books. 65 (16). October 25, 2018.

## Подальше читання
- Yehuda Bauer Rethinking the Holocaust, New Haven [Conn.] ; Лондон: Yale University Press, 2001
- Майкл Маррус The Holocaust in History, Toronto: Lester & Orpen Dennys, 1987
- Рон Розенбаум Explaining Hitler: the search for the origins of his evil New York: Random House, 1998.ISBN 0-679-43151-9ISBN 0-679-43151-9OCLC 317866934